# Pouilly-les-Nonains
Pouilly-les-Nonains là một xã trong tỉnh Loire miền trung nước Pháp.